# Padampur
Padampur é uma cidade e um município no distrito de Ganganagar, no estado indiano de Rajastão.

## Geografia
Padampur está localizada a 29° 41′ N, 73° 37′ L. Tem uma altitude média de 165 metros (541 pés).

## Demografia
Segundo o censo de 2001, Padampur tinha uma população de 16,958 habitantes. Os indivíduos do sexo masculino constituem 53% da população e os do sexo feminino 47%. Padampur tem uma taxa de literacia de 64%, superior à média nacional de 59.5%: a literacia no sexo masculino é de 70% e no sexo feminino é de 58%. Em Padampur, 16% da população está abaixo dos 6 anos de idade.